# Los Años Salvajes
Los Años Salvajes é o trigésimo-primeiro álbum oficial - o vigésimo-sétimo de estúdio - do roqueiro argentino Fito Páez. O projeto, lançado em 22 de novembro de 2021, é a primeira parte de uma trilogia de álbuns que continua com Futurología Arlt e se encerra com The Golden Light.
O álbum ganhou o prêmio de Melhor ÁLbum de Pop/Rock no 23º Grammy Latino e também recebeu uma indicação ao Grammy Awards na categoria Melhor Álbum de Rock Latino ou Alternativo. É deste álbum também a canção Lo Mejor de Nuestras Vidas que venceu o Grammy Latino na catgoria "Melhor Canção de Rock".
A capa do álbum traz um jovem Páez de cabelos compridos usando o tipo de óculos que usaria no final dos anos setenta e início dos anos oitenta.

## Composição e Gravação
A gravação de Los Años Salvajes ocorreu nos Estados Unidos e na Argentina, em três estúdios diferentes: Igloo Music em Burbank, Califórnia, EastWest Studios em Hollywood, Califórnia e El Mostro de la Laguna em Lobos, Buenos Aires.
O álbum é composto por dez canções, todas escritas por Páez (com exceção de "Beer Blues", que foi co-escrita por Elvis Costello) e produzidas por Páez ao lado de Diego Olivero e Gustavo Borner. O álbum foi composto durante a pandemia de COVID-19. Nomeadamente, a pandemia é discutida em "Caballo de Troya" com versos como "si algo aprendimos de este encierro de locos es que la peste la inventamos еentre todos con el tiempo" ("se aprendemos alguma coisa com este confinamento louco, é que o a praga é inventada por todos nós ao longo do tempo").
O álbum trata de temas do tempo e das próprias experiências de vida de Páez. Segundo Páez, o título do álbum "não faz alusões nostálgicas aos anos selvagens do passado, mais do que tudo, centra-se no presente". Os valores da vida de Páez são tratados na abertura do álbum "Vamos a Lograrlo". Sobre a música, Páez disse: “ela foca nas coisas que considero importantes, que são sempre menores e não tão estúpidas”. Seu relacionamento com a atriz Eugenia Kolodziej é discutido em "Sin Mi en Vos", enquanto sua ex-namorada e amiga Fabiana Cantilo é citada em "Encuentros Cercanos". Cantilo também aparece como artista de destaque na última música do álbum "Los Años Salvajes", onde Páez fez uma retrospectiva de sua vida. Além de Cantilo, Elvis Costello é o segundo artista presente no álbum. Ele aparece em "Beer Blues", que segundo Páez é "a história de dois amigos que se encontram em um bar em Londres e depois viajam para Rosário, sentam-se para tomar uns drinks e escrever sobre suas histórias pessoais e pontos de vista comuns" , e foi criado através de reunião via Zoom.

## Promoção
O álbum foi apoiado pelo single "Vamos a Lograrlo", lançado em 17 de outubro de 2021. Na mesma semana Após o lançamento, um vídeo com a letra da música foi enviado ao canal do YouTube de Páez. Videoclipes das faixas "Lo Mejor de Nuestras Vidas" e "Los Años Salvajes" também foram enviados para o YouTube. O videoclipe do este último foi dirigido por Eduardo Braun e Justo Dell Acqua e foi indicado ao Prêmio Gardel.
Para promover o álbum, Páez realizou vários shows pela Argentina, incluindo shows na Movistar Arena e no Polideportivo Mar del Plata, além de apresentações como os festivais de música Cosquín Rock 2022 e Quilmes Rock 2022. Ele também se apresentou no Asunciónico no Paraguai e no WiZink Center e Auditori del Fòrum na Espanha.

## Faixas
- Todas as faixas compostas por Fito Paez

| N.º            | Título                                    | Compositor(es) | Duração |  |
| 1.             | "Vamos a Lograrlo"                        |                | 4:00    |  |
| 2.             | "Lo Mejor de Nuestras Vidas"              |                | 4:06    |  |
| 3.             | "Shut Up"                                 |                | 4:02    |  |
| 4.             | "La Música De Los Sueños De Tu Juventud"  |                | 4:14    |  |
| 5.             | "Caballo De Troya"                        |                | 3:02    |  |
| 6.             | "Sin Mi En Vos"                           |                | 3:10    |  |
| 7.             | "Lili And Drake"                          |                | 3:41    |  |
| 8.             | "Encuentros Cercanos"                     |                | 4:27    |  |
| 9.             | "Beer Blues" (com Elvis Costello)         |                | 3:19    |  |
| 10.            | "Los Años Salvajes" (com Fabiana Cantilo) |                | 6:16    |  |
| Duração total: | Duração total:                            | Duração total: | 40:08   |  |

## Créditos
| - Fito Páez – voz, produção, composição, piano, clarinete, sintetizador moog, violão - Guillermo Vadala – baixo - Juani Aguero – guitarra - Abraham Laboriel Jr. – bateria - Michael Landau – guitarra - Juan Absatz – backing vocals - Carlos Vandera – backing vocals - Luis Conte – bateria - Fabiana Cantilo – artista destaque - Elvis Costello – artista convidado, compositor - Diego Olivero – produção, engenharia de gravação, sintetizadores, órgão, guitarra elétrica, backing vocals | - Gustavo Borner – produção, engenharia de gravação, mixagem - Phil Levine – engenharia de gravação - Justin Moshkevich – masterização - Anna Muehlichen – assistente de engenharia - Noah Hubbell – assistente de engenharia - Leonardo Bertinelli – assistente de engenharia - Simon Guevara – assistente de engenharia - Maximo Abraham – assistente de engenharia - Logan Taylor – assistente de engenharia - Alejandro Avalis – assistente de gravação - April Harff – gerente de produção |

## Prêmios e Indicações
| Ano  | Prêmio                | Categoria                                  | Trabalho Indicado              | Resultado | Ref.   |
| ---- | --------------------- | ------------------------------------------ | ------------------------------ | --------- | ------ |
| 2022 | 23º Grammy Latino     | Melhor Canção de Rock                      | «"Lo Mejor de Nuestras Vidas"» | Venceu    | [ 5 ]  |
| 2022 | 23º Grammy Latino     | Melhor Álbum de Pop/Rock                   | Los Años Salvajes              | Venceu    | [ 5 ]  |
| 2022 | Premios Carlos Gardel | Mejor álbum - Artista de rock              | Los Años Salvajes              | Indicado  | [ 14 ] |
| 2023 | Premios Carlos Gardel | Mejor videoclip corto                      | «"Los Años Salvajes"»          | Indicado  | [ 14 ] |
| 2023 | 65º Grammy Awards     | Melhor Álbum de Rock Latino ou Alternativo | Los Años Salvajes              | Indicado  | [ 6 ]  |